# MOEMS

デジタルミラーデバイスの画素の模式図

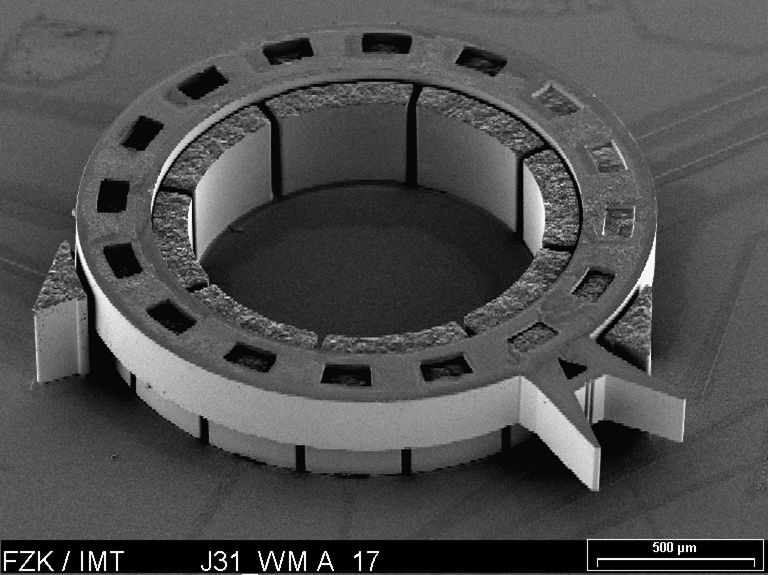
LIGAプロセスで製造された光スイッチ

MOEMS（Micro Opto Electro Mechanical Systems）または光MEMSは、機械要素部品、センサ、アクチュエータ、電子回路を一つのシリコン基板、ガラス基板、有機材料などの上に微細加工技術によって集積化した光デバイス。

## 概要
従来の技術で製造される同等の性能を有する光学機器と比較して、小型化、多機能化、集積化、低消費電力化が可能になる。従来の光学機器で不可欠だった研磨や切削の工程が微細加工技術に置き換えられることにより、製造プロセスの自動化、無人化が可能になり、製造単価を抑える事が可能になる。
主要部分はLIGAプロセスや半導体集積回路作製技術にて作るが、立体形状や可動構造を形成するための犠牲層エッチングプロセスをも含む。

## 代表的なMOEMSデバイス
- 光スキャナ (ガルバノメータ)
- デジタルミラーデバイス(DMD)
- 光スイッチ
- ボロメータ型赤外線撮像素子
- 波長可変レーザー (共振器を可変長化する)
- MEMS-IGZOディスプレイ
- 光変調器
- 光MEMS静電共振ミラー
- GxL光変調モジュール
- 補償光学
- 能動光学
- 網膜走査ディスプレイ（RID）
- 光電子増倍管